# آر: ريسنغ ريفولوشن
آر: ريسنغ ريفولوشن (بالإنجليزية: R: Racing Evolution)، هي لعبة فيديو يابانية، من تطوير ونشر شركة نامكو، صدرت اللعبة في الأسواق سنة 2003، وتعمل على منصات غيم كيوب، إكس بوكس وبلاي ستيشن 2، وهي الجزء التاسع من السلسلة الرئيسية للعبة ريج ريسر.